# Spectre M4

Diagrama del cargador de doble hilera del Spectre M4.

El Spectre es un subfusil italiano que fue producido por la fábrica SITES de Turín. Fue diseñado por Roberto Teppa y Claudio Gritti a mediados de la década de 1980. Su producción cesó en Italia con el cierre de SITES en 1997, pero continuó hasta 2001 de forma limitada en Suiza a través de Greco Sport S.A., una compañía fundada por Claudio Gritti, uno de los diseñadores del Spectre. El Spectre es empleado por las Fuerzas Armadas Suizas y las fuerzas especiales italianas, además de haber sido ampliamente exportado.

## Detalles de diseño
El Spectre es un arma compacta y ligera, diseñada para disparar con rapidez en combate a cortas distancias. Los cuatro modelos tienen culatas plegables que se pliegan sobre el cajón de mecanismos, estando disponibles con o sin empuñadura delante del brocal del cargador. Su cajón de mecanismos está hecho con chapa de acero estampada.
Es un arma accionada por retroceso de masas que dispara a cerrojo cerrado. Sin embargo, tiene algunas características inusuales. La camisa del cañón oculta totalmente a este. El cerrojo está diseñado para bombear aire a través de la camisa para un enfriamiento adicional. El Spectre dispara mediante un martillo, su conjunto del gatillo es de doble acción y tiene un desarmartillador. Esto permite al tirador llevar una bala en la recámara y disparar inmediatamente, ya que el gatillo de doble acción elimina la necesidad de amartillar antes de disparar. También tiene un seguro manual. Con el Spectre se suministran cargadores no convencionales de 50 balas en cuatro columnas, pero también puede emplear cargadores convencionales.

## Variantes civiles
Versiones del Spectre M4 específicamente fabricadas para el mercado civil estuvieron disponibres desde mediados de la década de 1980 hasta finales de la década de 1990, pero su producción sufrió un gran retroceso cuando la Prohibición Federal de Armas de Asalto detuvo su importación y venta en el mercado civil de armas estadounidense, el más grande y lucrativo para este tipo de productos. Las variante civiles del Spectre M4 fueron una pistola semiautomática llamada Falcon (publicitada en los Estados Unidos como "Spectre-HC") y una subcarabina semiautomática llamada Ranger. Estas armas conservan el diseño del subfusil Spectre, no pueden disparar en modo automático y la capacidad de su cargador se ha reducido para su venta en países donde la ley así lo indica (como en Italia). La pistola Falcon (o "Spectre-HC") puede encontrarse con o sin la culata plegable original y la empuñadura (los ejemplares vendidos en los Estados Unidos como "Spectre-HC" no los tienen; la Falcon vendida en Italia tiene ambos, su empuñadura siendo retirable). La subcarabina Ranger, que era un producto para el mercado italiano, tiene la empuñadura (que es retirable), un cañón más largo y la culata plegable está fijada en posición desplegada para cumplir con los requisitos de longitud mínimos para armas civiles de las leyes italianas. Sin embargo, la culata de la Ranger fue diseñada para desmontarse fácilmente cuando se guarda. En la versión italiana de esta carabina, el desmontado de la culata era más difícil y precisaba el empleo de herramientas, por lo que acortar el arma de este modo podía considerarse un crimen. En otros países (donde sea legal), el desmontado de la culata en esta y otras versiones era más sencillo.   